# Невадски чукучан
Невадският чукучан (Chasmistes cujus) е вид лъчеперка от семейство Catostomidae. Видът е застрашен от изчезване.

## Разпространение
Разпространен е в САЩ.

## Описание
На дължина достигат до 67 cm, а теглото им е максимум 2720 g.
Продължителността им на живот е около 41 години.